# Eremophila linsmithii
Eremophila linsmithii är en flenörtsväxtart som beskrevs av R.J. Henderson. Eremophila linsmithii ingår i släktet Eremophila och familjen flenörtsväxter. Inga underarter finns listade i Catalogue of Life.